# Anton Vovk
Anton Vovk (ur. 19 maja 1900 we wsi Vrba, zm. 7 lipca 1963 w Lublanie) – jugosłowiański duchowny rzymskokatolicki, biskup diecezjalny lublański w latach 1959–1963 (od 1961 arcybiskup metropolita), sługa Boży Kościoła katolickiego.

## Życiorys
Vovk uczęszczał do szkoły średniej w Kranju. W 1917 rozpoczął studia w seminarium w Lublanie. Święcenia kapłańskie przyjął 29 czerwca 1923. W czasie II wojny światowej pomagał uchodźcom. W 1944 został rektorem seminarium, a w czerwcu 1945 objął kierownictwo diecezji Lublany. 1 grudnia 1946 został wyświęcony na biskupa pomocniczego w Lublanie (tyt. Cardicium), zaś w latach 1951–1961 był administratorem apostolskim archidiecezji rijeckiej. W 1959 został mianowany biskupem diecezjalnym Lublany, a dwa lata później papież Jan XXIII ustanowił go arcybiskupem metropolitą lublańskim.
Był wielokrotnie prześladowany przez władze komunistyczne poprzez m.in. nocne przesłuchania. Zmarł, mając 63 lata.
13 maja 1999 rozpoczął się jego proces beatyfikacyjny, który zakończył się na szczeblu diecezjalnym w 2007.